# بتمن: دشمنی
بتمن: دشمنی (انگلیسی: Batman: Bad Blood) یک فیلم ویدئویی در سبک ابرقهرمانی به کارگردانی جی اولیوا است که در سال ۲۰۱۶ منتشر شد. این فیلم دنباله‌ای بر پویانمایی بتمن در برابر رابین در سال ۲۰۱۵ به‌شمار می‌رود. از صداپیشگان آن می‌توان به جیسون اومارا، ایوان استراهاوسکی، شان ماهر و مورنا باکرین اشاره کرد.

## داستان
گروهی از خلافکاران تازه کار ، وارد شهر گاتهام سیتی می شوند و به صورت مخفیانه ، کار های مجرمانه انجام می دهند . آنها به دستور مرد ناشناسی با لباس خفاش قصد آسیب زدن به شهر را دارند . اما در یکی از عملیات های آنها به صورت ناگهانی ، بت‌ومن آنها را تعقیب می کند و با آنها درگیر می شود . اما در لحظه حساس ، که نزدیک به مرگ توسط آنها بود ، بتمن به کمک او آمد . اما آنها ساختمان را منفجر کردند و باعث یک حادثه وحشتناک شدند . قبل از اینکه بمب به صورت کامل منفجر شود ، بت‌ومن خود را به بیرون هدایت کرد . وقتی با دقت به ساختمان در حال آتش سوزی نگاه کرد متوجه ناپدید شدن عجیب بتمن می شود . او تصور می کند که انفجار باعث مرگ بتمن شده است . پس از دو هفته و شش روز ، این فکر گریبان دیگر اعضای گروه او را می گیرد ؛ یعنی نایت وینگ ، آلفرد پنی‌ورث ، دیمین وین ، و حتی بسیاری از خلافکاران تصور می کنند که بعد از مرگ او می توانند ، به جنایت هایشان ادامه دهند . خلافکارانی نظیر : بلک ماسک ، فایرفلای و ..... همچنین نه تنها بتمن ، بلکه بروس وین هم در جامعه حضور پررنگی دارد . برای همین در تمام مدت غیبت او ، آلفرد پنی‌ورث نقش بروس وین را بازی می کند ، و دیک گریسون نقش بتمن را بازی می کند . اما طولی نمی‌کشد که آنها متوجه می شوند ، بتمن نمرده است . او در چنگ همسر شرور خود تالیا الغول است . و مرد خفاش که او را اسیر کرده یک نسخه انسانی از دوره بزرگسالی دیمین وین است . اما او در آینده کشته می شود . وقتی نایت وینگ و دیمین وین به سراغ او می روند متوجه می شوند که تالیا الغول تمام ذهن اش را پاک کرده و بتمن تمام حافظه خود را از دست داده است ؛ این تازه شروع داستان بود ...............

## صداپیشگان
- جیسون اومارا در نقش بروس وین / بتمن
- ایوان استراهاوسکی در نقش کیت کین / بت‌ومن
- استوارت آلن در نقش دیمین وین / رابین
- شان ماهر در نقش دیک گریسون / نایت‌وینگ
- مورنا باکرین در نقش تالیا الغول
- استیون بلوم در نقش سیاه نقاب، فایرفلای
- گایوس چارلز در نقش بت‌وینگ
- جان دیماجیو در نقش بلاک‌باستر
- رابین اتکین داونز در نقش جرویس تچ / مد هتر
- جیمز گرت در نقش آلفرد پنی‌ورث
- ارنی هادسون در نقش لوسیوس فاکس
- کریستین لیکین در نقش روزنامه‌نگار
- ونسا مارشال در نقش رنِی مونتویا
- ریچارد مک‌گوناگل در نقش رئیس‌جمهور
- جف پیرسون در نقش سرهنگ جیکوب کین
- جیسون اسپیزک در نقش نوآ کاتلر، کیلر ماث
- بروس توماس در نقش کمیسر جیمز گوردون
- کاری والگرن در نقش کوری، خانم بنیستر
- تراویس ویلینگهام در نقش هرتیک